# اسکویرل ماونتین ولی (کالیفرنیا)
اسکویرل ماونتین ولی (به انگلیسی: Squirrel Mountain Valley) یک منطقهٔ مسکونی در ایالات متحده آمریکا است که در شهرستان کرن، کالیفرنیا واقع شده است. اسکویرل ماونتین ولی ۱٫۸۴۸ کیلومتر مربع مساحت و ۵۴۷ نفر جمعیت دارد و ۸۸۴ متر بالاتر از سطح دریا واقع شده است.